# Croc: Legend of the Gobbos
Croc: Legend of the Gobbos je 3D plošinovka z pohledu třetí osoby. Hra je rozdělena na několik ostrovů (ledový, pouštní, lávový a kamenný), a na těch se hra odehrává. V každém ostrově je několik levelů a když dojdete na konec ostrova, musíte bojovat s bossem. Hráč jako body sbírá jakési diamanty, samozřejmě zachraňuje Gobby a bojuje proti malým otravným potvůrkám Dantinům. Hra má velmi vysokou obtížnost a její grafika je velmi dětsky zpracovaná.

## Příběh
Zlá příšera jménem Baron Dante přepadla se svými pomocníky zemi Gobbos a unesla spoustu Gobbů, včetně jejich krále. Královi se podařilo zachránit krokodýla Croca, který mu teď hodlá laskavost oplatit.

## Postavy
- Croc - krokodýl, za kterého hráč hraje
- Rufus - král Gobbosu, kterého unesl Dante
- Baron Dante - zlá příšera co chce ovládnou Gobbos
- Beany Bird - Crocův parťák, pták

## Ostrovy
K dispozici jsou 4 ostrovy a jeden speciální ostrov, který získáte tak, že posbíráte 8 dílků puzzlíků.
- Forest Island
- Ice Island
- Desert Island
- Castle Island
- Crystal Island

## Bossové
- Feeble - zmutovaná kachna
- Flibby - obří beruška
- Chumly - dantini
- Demon Itsy - několik koz, spojených dohromady
- Neptuna - mořská pana
- Jack - obří kaktus
- Fosley - příšera s dynamitem
- Dante
- Sentinel